# Iougra Khanty-Mansiïsk
Le Iougra Hockey Club Khanty-Mansiïsk (en russe Югра́ Хоккейный клуб Ха́нты-Манси́йск) est un club de hockey sur glace de Khanty-Mansiïsk en Russie.

## Historique

Logo du club de 2006 à 2014

Le club est créé en 2006 par le biais du district autonome des Khantys-Mansis. En 2008, il accède à la Vyschaïa Liga qu'il remporte à sa première saison. Il joue dans l'Arena Iougra à partir de 2009 et remporte la ligue deux fois consécutivement. De 2010 à 2018, il évolue dans la Ligue continentale de hockey.

## Palmarès
- Vainqueur de la Vyschaïa Liga : 2009, 2010.
- Vainqueur de la Coupe Petrov : 2020-2021.

## Saisons en KHL
| Saison    | PJ | V  | VP | VTB | D  | DP | DTB | BP  | BC  | Pts | Classement | Séries éliminatoires                          |
| --------- | -- | -- | -- | --- | -- | -- | --- | --- | --- | --- | ---------- | --------------------------------------------- |
| 2010-2011 | 54 | 22 | 0  | 6   | 17 | 3  | 6   | 145 | 151 | 87  | 10e/23     | Metallourg Magnitogorsk 4-2 (huitième-finale) |
| 2011-2012 | 54 | 19 | 1  | 9   | 19 | 3  | 3   | 139 | 134 | 83  | 14e/23     | Traktor Tcheliabinsk 4-1 (huitième-finale)    |
| 2012-2013 | 52 | 19 | 4  | 3   | 23 | 0  | 3   | 153 | 163 | 74  | 16e/26     | Non qualifié                                  |
| 2013-2014 | 54 | 16 | 1  | 3   | 26 | 6  | 2   | 128 | 166 | 64  | 22e/28     | Non qualifié                                  |
| 2014-2015 | 60 | 14 | 5  | 2   | 31 | 3  | 5   | 134 | 176 | 64  | 25e/28     | Non qualifié                                  |
| 2015-2016 | 60 | 19 | 3  | 3   | 32 | 1  | 2   | 120 | 178 | 72  | 23e/28     | Non qualifié                                  |
| 2016-2017 | 60 | 18 | 2  | 2   | 34 | 1  | 3   | 112 | 148 | 66  | 25e/29     | Non qualifié                                  |
| 2017-2018 | 56 | 7  | 4  | 6   | 32 | 7  | 0   | 93  | 167 | 48  | 27e/27     | Non qualifié                                  |